# 基蒂·奥尼尔
基蒂·林恩·奥尼尔（Kitty Linn O'Neil，1946年3月24日—2018年11月2日）是一位美国特技演員和赛车手，被誉为“世界上最快的女人”。童年时期的一次疾病使她失聪，成年时患上更多的疾病使她的竞技跳水生涯结束。她后来成为一名特技演员和赛车手。她的女子绝对陆地速度记录一直保持到 2019 年。
基蒂·奥尼尔于1946年3月24日出生于得克萨斯州科珀斯克里斯蒂市她的父亲约翰·奥尼尔 (John O'Neil) 是美国陆军航空队的一名军官，同时也是一名石油探索家。他在凯蒂童年时死于一场飞机失事。她的母亲 Patsy Compton O'Neil 是土生土长的切诺基人。在五个月大的时候，奥尼尔同时感染了儿童疾病失去了听力。在她两岁时失聪变得明显后，她的母亲教她读唇语和说话，其母亲最终成为一名言语治疗师，并在德克萨斯州威奇托福尔斯与人共同创办了一所为听力障碍学生开设的学校。
十几岁时，她成为一名有竞争力的10米跳台跳水运动员和3米弹板跳水运动员，赢得了业余运动联合会跳水冠军。于是她于1962 年开始接受跳水教练萨米·李的训练。在1964年夏季奥林匹克运动会选拔赛之前，她摔断了手腕并感染了脊髓性脑膜炎，这威胁到她的行走能力，并终止了她对奥运会跳水队一席之地的争夺。她参加了1965 年夏季听障人士奥林匹克运动会的 100 米仰泳和 100 米自由泳比赛。脑膜炎康复后，她对潜水失去兴趣，转向滑水、水肺潜水、跳伞和滑翔，并表示潜水“对我来说还不够可怕”。在她 20 多岁时，她接受了两次癌症治疗。

## 赛车和特技生涯
到1970年，奥尼尔已经开始参加水上和陆地赛车比赛。她在骑摩托车比赛时认识了特技演员哈尔·尼德汉姆（Hal Needham）和罗恩·汉布尔顿（Ron Hambleton），并与汉布尔顿一起生活，暂停了一段时间的比赛。
在20世纪70年代中期，她重新开始从事特技工作，并接受了尼德汉姆、汉布尔顿和达尔·罗宾逊（Dar Robinson）的训练。 1976年，她成为Stunts Unlimited的第一个女性表演者。作为特技女演员，她出现在《超人妈妈》、《Airport '77》、《布鲁斯兄弟》、《烟雾缭绕2》等电视和电影制作中。 

## 陆地速度记录
1976 年 12 月 6 日，在俄勒冈州东南部的阿尔沃德沙漠，奥尼尔创造了女车手的陆地速度记录。她驾驶了一辆价值 350,000 美元的过氧化氢动力三轮火箭车，该车由 Bill Fredrick 制造，名为“SMI Motivator”。它达到了512.710 mph（825.127 km/h）的平均速度 ，其最高时速为621英里每小時（999每小時） 。
据报道，奥尼尔的比赛使用了可用推力的60％，她估计如果全功率运行，可以超过每小时700英里（1,100公里）。    

## 晚年
1977 年，在莫哈韦沙漠，奥尼尔驾驶着一辆由 Ky Michaelson 制造的过氧化氢动力火箭高速赛车，平均速度为279.5 mph（449.8 km/h） 。由于未根据NHRA（National Hot Rod Association）的规则重复运行，因此不被视为官方记录。 
1979 年，斯托克德·钱宁主演的传记电影《沉默的胜利：凯蒂·奥尼尔的故事》以奥尼尔的经历为基础。奥尼尔评论说，电影中大约有一半的描述是准确的。  
1982 年，因为特技同事表演时遇难，奥尼尔退出了特技等工作。她和迈克尔森一起搬到了明尼阿波利斯，最后和雷蒙德沃尔德一起搬到了南达科他州的尤里卡。退休时，奥尼尔共创造了 22 项陆地和水上速度记录。 
她于 2018 年 11 月 2 日在南达科他州尤里卡因肺炎去世，享年 72 岁 2019 年，她出现在奥斯卡颁奖典礼的悼念环节。 